# 세미놀박쥐
세미놀박쥐(Lasiurus seminolus)는 애기박쥐과에 속하는 박쥐의 일종이다. 애기박쥐과 박쥐의 공통적인 특징은 비막(박쥐류 뒷발 사이에 있는 막) 안에 완전히 자리잡은 꼬리이다. 털꼬리박쥐속의 다른 박쥐들처럼 비막의 윗쪽 표면은 털로 덮여 있다. 이전에는 동부붉은박쥐(Lasiurus borealis)와 같은 종으로 생각했지만, 현재는 별도의 종으로 간주하고 있다.

## 특징
세미놀박쥐는 붉은박쥐와 혼동을 일으키곤 한다. 이 혼동은 적갈색(마호가니색)을 띠는 세미놀박쥐의 색깔 때문이며, 등쪽은 털 끝이 희기 때문에 하얗게 보인다. 털 색은 성적 이형성을 보이지 않고, 암수 색깔이 서로 유사하다. 평균 몸무게는 약 12g이고 암컷이 수컷보다 크다.

## 먹이
세미놀박쥐는 식충성 동물이다. 주로 곤충을 먹는다. 비교적 많은 양의 벌목(개미, 꿀벌, 말벌), 딱정벌레목(딱정벌레), 나비목(나방) 곤충을 먹는 모습이 발견된다. 작은 양의 노린재목(매미)과 파리목(파리) 곤충을 먹기도 한다.

## 분포
세미놀박쥐는 미국 남동부 지역에 분포한다. 루이지애나, 조지아, 앨라배마, 미시시피, 사우스캐롤라이나, 텍사스 일부, 테네시, 아칸소, 노스캐롤라이나에서 서식한다. 그리고 멕시코처럼 남쪽에서도 발견된 기록이 있다. 2015년 노스캐롤라이나 북동부 지역에서 발견된다. 숲 지역에서 서식하는 것을 좋아한다.